# Alonso Villarreal Pinzón
Alonso Villarreal Pinzón (Ocú, 1 de febrero de 1937 - 18 de enero de 2006) fue un catedrático, filósofo y político panameño. 

## Biografía
Nació en Ocú, de una familia con profundo arraigo por el catolicismo. Estudió en su pueblo natal y luego comenzó a preparar sus estudios para ser sacerdote, primero en el Seminario Mayor de San José en San Salvador y luego en Canadá, pero no lo completó.
Regresó a su país natal e ingresó a la Universidad de Panamá donde obtuvo la licenciatura de Filosofía, Letras y Educación, con especialización en filosofía e historia (1965-66). Debido a que por su experiencia como aspirante al sacerdocio era muy hábil con el latín y el francés, y ya tenía un contacto previo con obras filosóficas fue recomendado por un catedrático de la facultad para estudiar el doctorado en filosofía en la Universidad de París. Su tesis de doctorado titulado Le probléme de la violence et de la "justice politique" dans la révolution, chez Mounier, planteaba un análisis del personalismo comunitario del filósofo católico Emmanuel Mounier. Luego volvió a Panamá donde se convirtió en catedrático de filosofía en la Universidad de Panamá, donde laboró hasta poco antes de su fallecimiento.
Una de sus obras más importantes es Panamá, entre el temor y la esperanza: Recuento analítico de la peor crisis de la historia republicana: 1987-1989, que no sólo relata el proceso de descomposición política, económica y social en los últimos años del régimen militar de Panamá, sino que comparte su pensamiento, dando un valor filosófico a los sucesos históricos. 
Como político, se inscribió en el Partido Demócrata Cristiano (PDC) en la década de 1980, y fue parte del Instituto Panameño de Estudios Comunitarios, cuya misión fue la formación política e ideológica de los miembros del PDC y también elaboró los planes de gobierno que presentó el partido durante las elecciones. También fue presidente de la junta directiva del Instituto Centroamericano de Estudios Políticos, que buscaba la formación ideológica de los diferentes partidos demócrata cristianos de Centroamérica. En las elecciones generales de 1989, fue electo legislador de la Asamblea Legislativa, representando al distrito de San Miguelito. 
Luego de terminar su período legislativo, comenzó a redactar una gran obra relativa a la historia de la filosofía de la historia en dos volúmenes, pero que quedó inconclusa en la redacción del segundo libro debido a su fallecimiento. Su primer libro fue publicado con el título Filosofía, historia y literatura en Grecia y Roma antiguas: Investigación sobre historiografía y filosofía de la historia.

## Obras
- Filosofía de la historia y cristianismo (tesis, 1965-66)
- Le probléme de la violence et de la "justice politique" dans la révolution, chez Mounier (tesis, en francés)
- Un análisis de la sociedad industrial avanzada, según Herbert Marcuse (folleto)
- Nueva izquierda y revolución
- Identidad nacional desde la perspectiva de la filosofía en Panamá
- Panamá, entre el temor y la esperanza: Recuento analítico de la peor crisis de la historia republicana: 1987-1989 (2001)
- Filosofía, historia y literatura en Grecia y Roma antiguas: Investigación sobre historiografía y filosofía de la historia (2004)